# Якоб, Альфонс
Альфонс Мария Якоб (нем. Alfons Maria Jakob; 2 июля 1884 года, Ашаффенбург, Германская империя — 17 октября 1931 года, Гамбург, Германская империя — немецкий невропатолог, учёный, описавший заболевание, названное позже болезнь Крейцфельдта-Якоба.

## Биография
Изучал медицину в Мюнхене, Берлине и Страсбурге с углублённым изучением неврологии.
В 1908 году он закончил обучение в Страсбургском университете кайзера Вильгельма работой о патогенезе псевдобульбарного паралича мозга.
После получения диплома в 1909 году, начал свою врачебную деятельность с клиническим психиатром Эмилем Крепелином, работал в отделениях нейрохирургии Алоиса Альцгеймера и Франца Ниссля в Мюнхене.
В 1911 году — заведующий лабораторией патологии в городской клинической больнице Гамбург-Фридрихсберг.
В 1914 году — заведующий паталогоанатомическим отделением.
В годы Первой мировой войны — заведующий психоневрологическим отделением военного госпиталя в Брюсселе, затем врач в госпитале для выздоравливающих в Малоне.
После окончания Первой мировой войны — в 1919 году частнопрактикующий врач по неврологии.
В 1919 году прошёл процедуру хабилитации в области психиатрии и неврологии в университете Гамбурга.
В 1924 году назначен профессором неврологии университета Гамбурга.
В 1931 году умер в городе Гамбург, Германская империя.

## Научная деятельность
Изучал последствия травм периферических нервов и морфологические изменения при лечении рассеянного склероза, наследственную атаксию Николауса Фридрейха (Nikolaus Friedreich (1825—1882), немецкий врач), дистрофию серого вещества мозга у детей (синдром Альперса — Bernard Jacob Alpers (1900—1981), американский невропатолог и нейрохирург).
В 1920 году он обнаружил, вскоре после невролога из Киля Ганса-Герхарда Крейцфельдта — болезнь, названную сначала губчатой энцефалопатией, а с 1922 года — болезнь Крейтцфельдта-Якоба.
Издал пять монографий и более 150 статей в профессиональных медицинских журналах.
А. Якоб пользовался большим научным авторитетом и в его лабораторию обращались учёные Японии, России, Италии и США.

### Научные труды
- Die extrapyramidalen Erkrankungen mit besonderer Berücksichtigung der pathologischen Anatomie und Histologie und der Pathopsychologie der Bewegungsstörungen; статья в монографии: Monographien aus dem Gesamtgebiete der Neurologie und Psychiatrie, Band 37, Berlin, 1923;
- Normale und pathologische Anatomie und Histologie des Großhirns; Sonderdruck des Handbuchs der Psychiatrie, Leipzig und Wien, 1927—1928;
- Das Kleinhirn; статья в руководстве: Handbuch der mikroskopischen Anatomie, Berlin, 1928;
- Die Syphilis des Gehirns und seiner Häute; в руководстве: Oswald Bumke (Hrsg.): Handbuch der Geisteskrankheiten. Berlin, 1930.